# Kadiyam

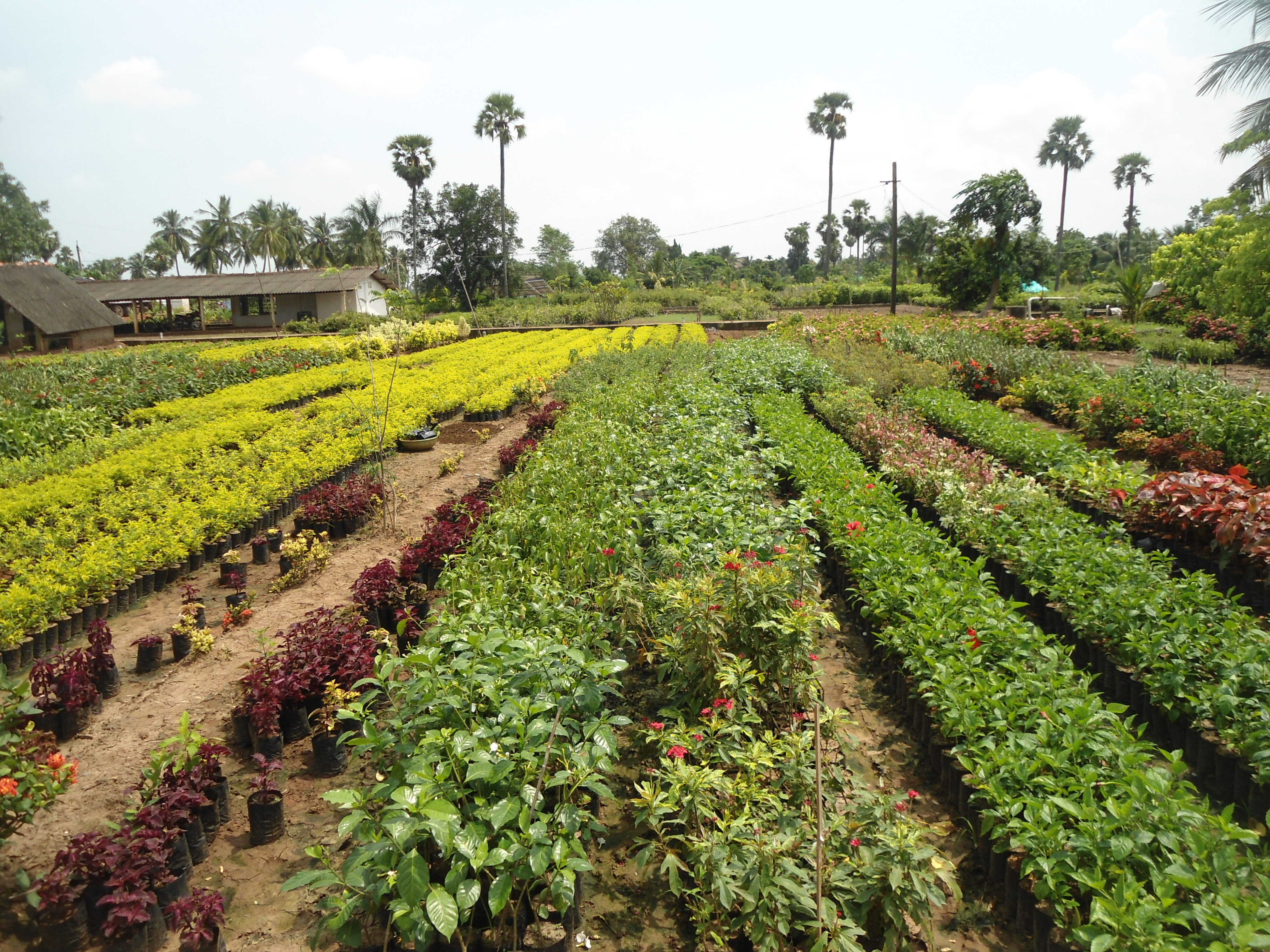
Nursery in Kadiyam

Kadiyam là một mandal huyện East Godavari, bang Andhra Pradesh, Ấn Độ.